# Aula

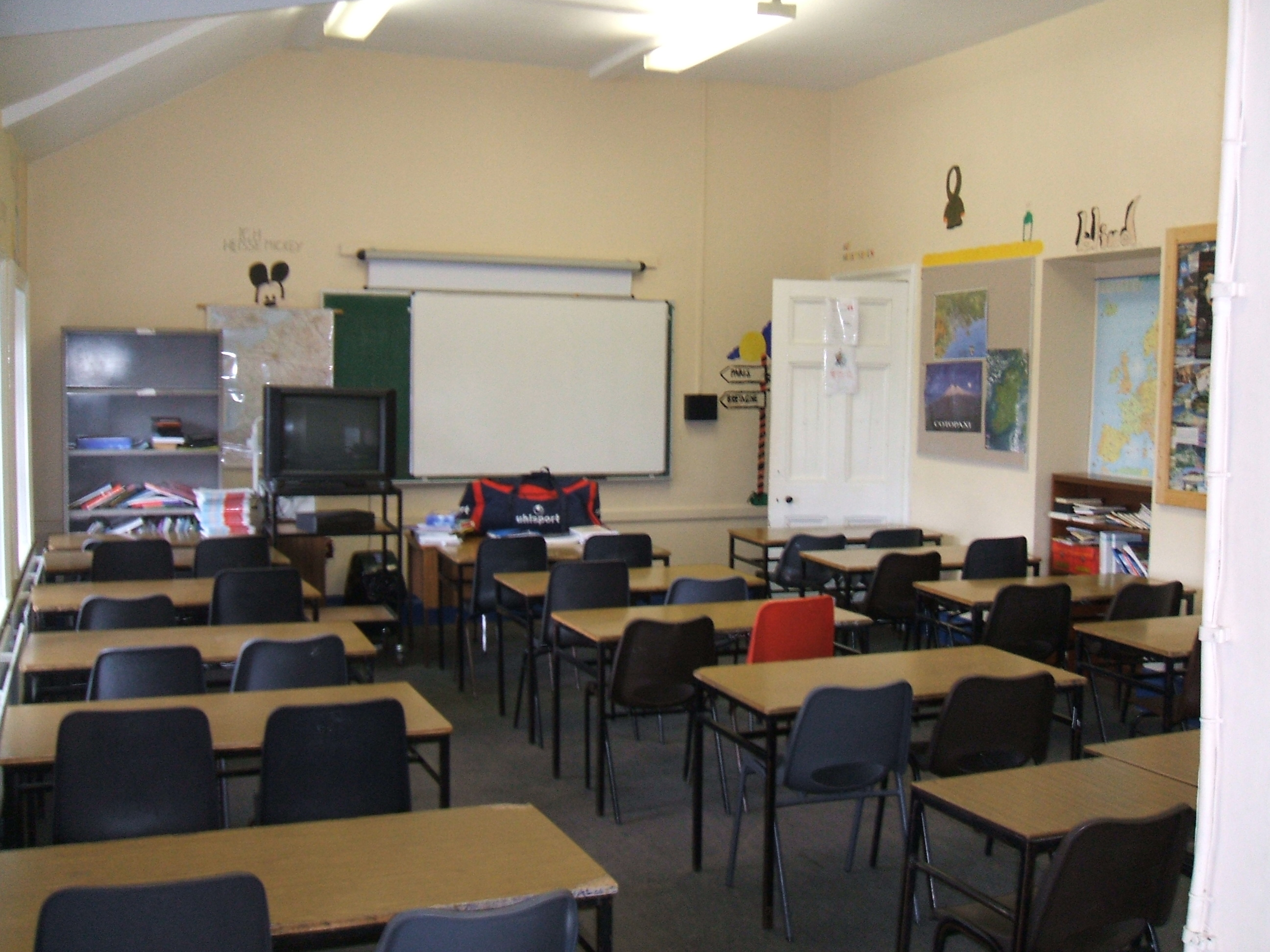
Un'aula scolastica del St. Eunan's College a Letterkenny, in Irlanda.

Un'aula (in greco antico: αὐλή?) è una stanza in cui si svolgono attività didattiche o di apprendimento. Generalmente si trovano in edifici adibiti a tale funzione, come le scuole (sia pubbliche sia private), le università, ma anche in società ed in organizzazioni religiose ed umanitarie. Le aule sono create appositamente per fornire un luogo sicuro per l'apprendimento, evitando interruzioni o distrazioni di vario genere.

## Tipi di aula
A seconda delle dimensioni e delle classi da accogliere, le aule possono contenere da poche unità fino ad alcune centinaia di studenti. Solitamente un'aula di grosse dimensioni viene chiamata aula magna. Altri esempi di aule sono i laboratori scientifici per gli studi di biologia, chimica e fisica, quelli di informatica e le palestre per le attività sportive.
Per lezioni che richiedono competenze specifiche o formazioni professionali vengono impiegati diversi tipi di aule, adeguatamente attrezzate con medesimi strumenti utilizzati in ambito professionale. Un contesto didattico il più possibile aderente ad una situazione autentica permette di realizzare processi formativi con approccio di apprendimento situato.

## Attrezzatura
La maggior parte delle aule hanno un'ampia superficie scrivibile dove l'insegnante o gli studenti possono condividere appunti con altri membri della classe. Tradizionalmente tale superficie è una lavagna, sulla quale si tracciano scritte con l'ausilio di pezzi di gesso, ma in scuole meglio organizzate possono essere impiegate anche lavagne bianche (sulle quali si scrive con un pennarello) oppure lavagne interattive multimediali. All'interno delle aule si possono trovare anche televisori, mappe, tabelle, libri, monografie e proiettori per presentare informazioni ed immagini tramite un computer.

## Soluzioni alternative
Sebbene l'aula sia l'ambiente usato maggiormente per l'apprendimento scolastico, in tempi recenti si stanno facendo strada nuove forme di insegnamento a distanza, come l'e-learning, che consentono lo studio senza doversi allontanare dalle proprie abitazioni. In questo modo non è più strettamente necessario recarsi fisicamente in un'aula, in quanto le stesse modalità di apprendimento possono essere svolte in qualunque posto, comunicando attraverso un computer o un dispositivo mobile.
inoltre di recente è stato avviato un progetto che prevede l'utilizzo di "aule itineranti", ovvero container facilmente trasportabili attrezzati per erogare lezioni frontali.